# Смугастоволець оливковий
Смугастоволець оливковий (Seiurus aurocapilla) — вид горобцеподібних птахів родини піснярових (Parulidae). Поширений у Північній Америці.

## Поширення
Птах розмножується в лісових районах східної частини Північної Америки. На зимівлю мігрує до Мексики, Центральної Америки, Флориди, Вест-Індії та Венесуели. Віддає перевагу лісистій місцевості з рясним підліском чагарників; по суті, він найкраще процвітає в суміші первинних і вторинних лісів.

## Підвиди
- S. a. aurocapilla (Linnaeus, 1766) — центральна та південно-східна Канада та схід США;
- S. a. cinereus A. H. Miller, 1942 — західно-центральні райони США;
- S. a. furvior Batchelder, 1918 — Ньюфаундленд (південний схід Канади).

## Опис
Довжина тіла 14–16,5 см. Тім'яна смужка палева, облямована темно-коричневим кольором. Верхня частина тіла оливково-коричнева; білий низ; є товсті коричневі лінії на грудях і боках. Прозоре біле кільце для очей. Рожеві ніжки.

## Поведінка
Харчується лісовими комахами та їхніми личинками (наприклад, жуками, мурашками або мухами) та іншими безхребетними. Живиться переважно у лісовій підстилці, частину здобичі збирає з рослин, рідше з кори, зрідка ловить на польоті.